# Muff
Muff (irl. Magh) – miejscowość w Irlandii, w hrabstwie Donegal, kilkanaście kilometrów od miasta Derry na terenie Irlandii Północnej. Mieszka tu około 1271 osób (stan z roku 2011).

## Zabytki
Na północnych obrzeżach miejscowości znajduje się rzeźbiony kamień Ardmore Gallan z epoki brązu. Pokrywają go wgłębienia w kształcie kielichów oraz jeden większy otwór przechodzący przez jego środek.

### Iskaheen
Około 3 kilometry na wschód od Muff znajdują się ruiny kościoła Iskaheen, który – jak głosi współczesna, wmurowana tam tablica – jest miejscem pochówku króla Eóghana. Na tablicy widnieje napis:

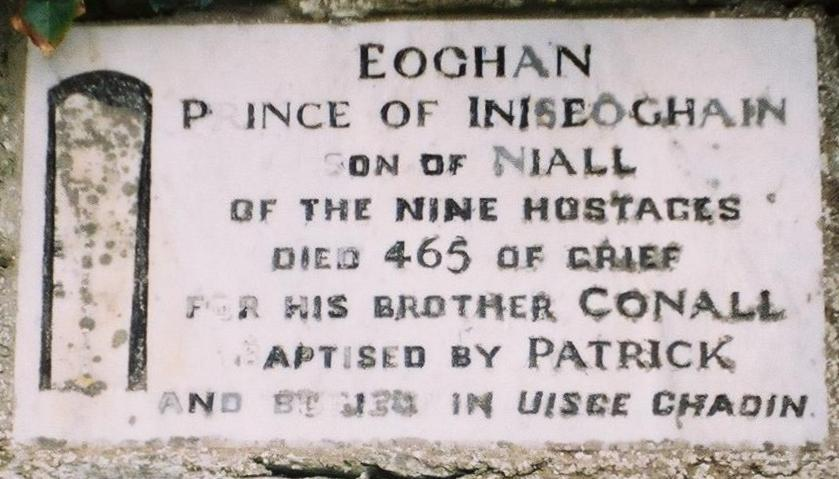
Tabliczka upamiętniająca pochówek króla Eoghana

Eoghan, książę Iniseoghain, syn Nialla Dziewięciu Zakładników, zmarł w 465 roku z żalu po swoim bracie Conallu, ochrzczony przez Patryka i pochowany w Uisce Chaoin.